# Le Buisson, Marne
Le Buisson är en kommun i departementet Marne i regionen Grand Est (tidigare regionen Champagne-Ardenne) i nordöstra Frankrike. Kommunen ligger i kantonen Thiéblemont-Farémont som tillhör arrondissementet Vitry-le-François. År 2022 hade Le Buisson 84 invånare.

## Befolkningsutveckling
Antalet invånare i kommunen Le Buisson
| Referens: INSEE |